# Rafael Martínez Valls
Rafael Martínez Valls (Ontinyent, 3 d'octubre de 1895 - Barcelona, 26 de desembre de 1946) fou un compositor valencià dedicat fonamentalment a la sarsuela que feu carrera principalment a Barcelona. És autor de les dues sarsueles catalanes més representades: Cançó d'amor i de guerra (1926) i La Legió d'honor (1930).

## Biografia
Son pare era sots-xantre de l'església de Santa Maria d'Ontinyent. El seu primer interès va ser la medicina, estudis que abandonà per dedicar-se a la música. A València va dirigir la Banda Provincial de Música i també va actuar com a pianista al cafè "Moderno". Després va traslladar-se a Madrid, on va treballar com a concertador i organista del Teatro Real per recomanació d'Emilio Serrano.
Més endavant es traslladà a Barcelona, on va ocupar el lloc de mestre de capella i organista de l'església de Sant Josep Oriol durant 7 anys. També va ser director artístic de la sala "Aeolian" al passeig de Gràcia on donava concerts setmanals d'orgue. Fou gerent de la casa de pianos Izabal.
Va compondre sarsuela i música religiosa, i també algunes obres per a orquestra i per a banda de música. Els principals èxits els va obtenir a Barcelona, amb contribucions importants al teatre líric català, entre les quals cal destacar Cançó d'amor i de guerra, de l'any 1926.
Una part del Fons Rafael Martínez Valls es conserva a la Biblioteca de Catalunya, com ara el seu carnet d'afiliacio a la CNT.

## Obres
Llista no exhaustiva

### Per a Banda de Música
- 1921 Clemència
- Suite Española
- Serenata Española
- 1917 Paso a la Cábila (Marcha árabe)[2]
- 1917 El canto del marino (Pasodoble)[3]
- 1918 Sol de la noche (Marcha árabe)
- La bandera (Pasodoble)

### Sarsuela
- 1925 La Mosquetera - Sarsuela en 3 actes. Llibret: Gastó A. Màntua. Estrenada al Teatre Tívoli de Barcelona el 28 d'octubre de 1925
- 1925 Así canta mi amor - Sarsuela en 1 acte. Llibret: Gastó A. Màntua. Estrenada al Teatre Tívoli de Barcelona, el 5 de desembre de 1925, interpretada per Emili Vendrell (tenor) i Felisa Herrero (soprano).
- 1926 Els soldats de l'Ideal o Cançó d'amor i de guerra - Obra lírica en 2 actes, el segon dividit en 2 quadres. Llibret: Lluís Capdevila i Vilallonga i Víctor Mora i Alzinelles. Estrenada al Teatre Nou (Avinguda del Paral·lel) el 16 d'abril de 1926
- 1926 El perdón del rey - Sarsuela en 2 actes. Llibret: Ángel Torres del Álamo i Antonio Asenjo Pérez. Estrenada al Teatre Eldorado de Barcelona el 29 d'octubre de 1926
- 1927 Charivarí - Revista - Llibret: Josep Maria de Sagarra i de Castellarnau. Estrena a Barcelona el 7 de setembre de 1927
- 1928 Cocktails del Nuevo - Revista en 2 actes. Llibret: Josep Maria de Sagarra i de Castellarnau i Joaquim Montero i Delgado. Estrenada al Teatre Nou de Barcelona el 9 de març de 1928
- 1928 Color - Revista en 2 actes. Llibret: Josep Maria de Sagarra i de Castellarnau. Estrenada al Teatre Nou el 31 de maig de 1928
- 1928 La ventera de Ansó - Sarsuela en 2 actes. Música en col·laboració amb Pasqual Godes i Terrats Llibret: Alfonso Vidal Planas i Antonio Ballesteros de Martos. Estrenada al Teatre Apol·lo el 14 de desembre de 1928
- 1929 Els tres tambors - Rondalla en 3 actes, dividits en 11 quadres i 1 apoteosi. Llibret: Jordi Canigó. Estrenada al Teatre Romea de Barcelona el 31 de gener de 1929
- 1930 La Legió d'honor - Obra lírica en 2 actes. Llibret: Víctor Mora i Alzinelles. Estrenada al Teatre Nou de Barcelona el 26 de febrer de 1930
- 1930 Els pastorets a Betlem o les figures del Pessebre - Espectacle en 5 actes, dividit en 18 quadres. Llibret: Jordi Canigó
- 1931 Les aventures d'en Titelleta - Auca-vida vertadera d'un titella que no ho era en 3 actes, dividida en 12 quadres. Llibret: Jordi Canigó. Estrenada al Teatre Romea de Barcelona el 15 d'octubre de 1931
- 1931 La Duquesita - Sarsuela en dos actes - Llibret: Luis Calvo López i J. A. Prada. Estrenada al Teatre Nou el 1931
- 1932 L'Àliga roja - Sarsuela en 2 actes. Llibret: Víctor Mora i Alzinelles. Estrenada al Teatre Apol·lo de Barcelona el 12 d'abril de 1932
- 1932 La volta al món en patinet - Fantasia de nines en 3 actes, dividits en 11 quadres. Llibret: Jordi Canigó. Estrenada al Teatre Romea de Barcelona el 13 d'octubre de 1932
- 1933 El general Bum-Bum - Espectacle en 3 actes. Llibret: Jordi Canigó. Estrenat al Teatre Romea de Barcelona el 5 d'octubre de 1933
- 1934 Quimet I, rei de Xauxa - Espectacle en 3 actes, dividits en 14 quadres. Llibret: Jordi Canigó. Estrenat al Teatre Romea el 8 de novembre de 1934
- 1935 Una mujer y un cantar - Revista en 3 actes. Música en col·laboració amb Isidre Roselló i Vilella. Llibret: Gastó A. Màntua. Estrenada al Teatre Victòria (Barcelona) l'1 de febrer de 1935
- 1935 Fray Jerónimo - Sarsuela en 3 actes. Música en col·laboració amb Isidre Roselló i Vilella. Llibret: Víctor Mora i Alzinelles. Estrenada al Teatre Nou de Barcelona el 16 de febrer de 1935
- 1936 Tarzan de les mones - Espectacle en 3 actes, dividits en 9 quadres. Llibret: Jordi Canigó. Estrenat al Gran Teatre Espanyol de Barcelona el 23 de gener de 1936
- 1936 Boris d'Eukàlia - Opereta en 2 actes. Llibret: Artur Suárez i Jordi Campeny. Estrenada en el Teatre Nou de Barcelona el 8 de desembre de 1936
- 1937 Soy una mujer fatal - Revista en 2 actes. Llibret: Leandro Luis Blanco Curieses i Alfonso Lapena Casañas. Estrenada al Principal-Palace de Barcelona el mes de juliol de 1937. Posteriorment, tot just acabada la Guerra Civil espanyola es va (re)estrenar al Teatre Tívoli de Barcelona el 19 de desembre de 1939
- 1941 Rosaleda - Sarsuela en 2 actes. Llibret: Luis Fernández de Sevilla. Estrenada al Teatre Tívoli de Barcelona el 30 de gener de 1941

### Música Religiosa
- Ave María, per a veu i orgue
- Salve, a tres veus
- Credidi
- Dues col·leccions de Dolors a la Mare de Déu
- Gojos a Sant Carles Borromeu, per a cor i orgue
- Gojos al Santíssim Crist de l'Agonia
- Missa In te Domine speravit
- Missa Mater Purisima, per a tres veus, orgue i orquestra
- Missa Te fons salutis
- Responsorios de Maitines de la Inmaculada
- Tota Pulchra, per a tres veus i orgue
- Trisagis

### Cor
- 1929 Himne a Barcelona
- Himne a Ontinyent

### Bandes sonores cinematogràfiques
- La tonta del bote
- Un marido Barato

### Per a piano
- Mehlin: foxtrot (sota el pseudònim R. Walsmay que, segons la Biblioteca de Catalunya, podria ser utilitzat per Rafael Martínez Valls. Fou publicat en un rotlle de pianola per la casa Victoria (fàbrica)).[4]

## Discografia
- La sarsuela catalana: les nostres veus retrobades, vol. 17, Cançó d'amor i de guerra amb Tana Lluró, Emilio Vendrell, Pablo Gorgé, Josep Llimona, Albert Cosin, reedició en CD del 2000 del disc històric d'Aria Recordings.[5]